# Alberto Tanasini
Alberto Tanasini (ur. 6 sierpnia 1945 w Rawennie, zm. 24 stycznia 2024 w Lavagna) – włoski duchowny katolicki, biskup Chiavari w latach 2004–2021.

## Życiorys
Święcenia kapłańskie otrzymał 1 marca 1969 z rąk kardynała Giuseppe Siriego i został inkardynowany do archidiecezji Genui. Po studiach w Rzymie został wykładowcą genueńskiego seminarium. W 1984 rozpoczął pracę w kurii archidiecezjalnej, gdzie pełnił funkcje m.in. kanclerza, diecezjalnego konsultora stowarzyszenia prawników kościelnych, wikariusza biskupiego ds. rodzin i duszpasterstwa chorych oraz prowikariusza generalnego archidiecezji.

### Episkopat
6 lipca 1996 papież Jan Paweł II mianował go biskupem pomocniczym archidiecezji Genui, ze stolicą tytularną Suelli. Sakry biskupiej udzielił mu 14 września 1996 ówczesny arcybiskup Genui - kardynał Dionigi Tettamanzi.
20 marca 2004 został biskupem diecezjalnym Chiavari. 10 kwietnia 2021 papież Franciszek przyjął jego rezygnację z pełnionego urzędu, złożóną ze względu na wiek.